# Косе вітрило

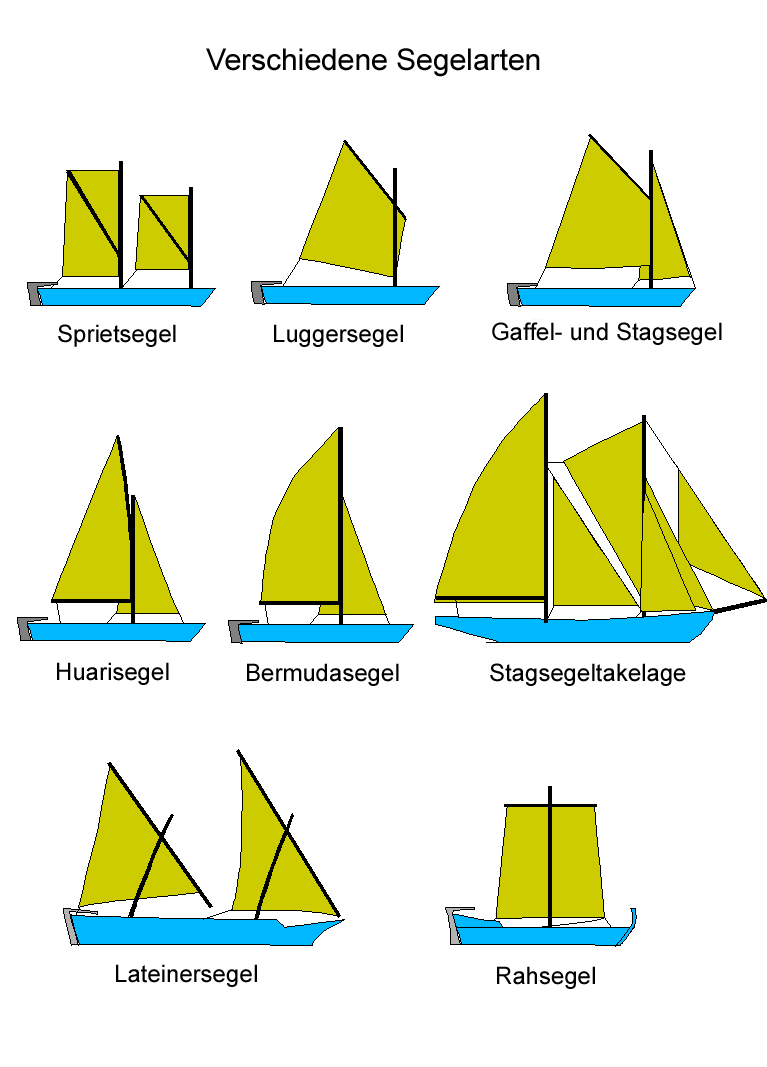
Косі вітрила: шпринтове, люгерне, гафельне і штагове (верхній ряд)
гуарі, бермудське, бермудське і штагові (середній ряд)
латинське (нижній ряд ліворуч)

Ко́се вітрило — вітрило, що ставиться в діаметральній площині судна і ходить по штагу чи леєру, або кріпиться до гафеля, гіка або рейка. Може мати трикутну або неправильну чотирикутну форму. Косі вітрила мають багато різновидів: гафельні, рейкові, бермудські, розрізні тощо.
Протиставляється прямому вітрилу, яке закріплене на реї. На відміну від прямих, косі вітрила уможливлюють судну йти крутіше до вітру, під кутом до 20°.

## Історія
Косі вітрила використовували в морях Індійського океану з I тисячоліття н. е., у тому числі на суднах Близького Сходу, Південно-Східної Азії, Китаю.
У Європі тривалий час панувало пряме вітрило, але на Середземномор'ї незадовго до початку доби Відродження його почало заміняти латинське. Ближче до 1475 року відбувається зростання його популярності, і через 100 років косі вітрила стають звичайними на річках і лиманах Британії, північної Франції, Нідерландів, хоча прямі вітрила залишаються основними в суворих умовах Північного моря, а також для трансатлантичних плавань.

## Види

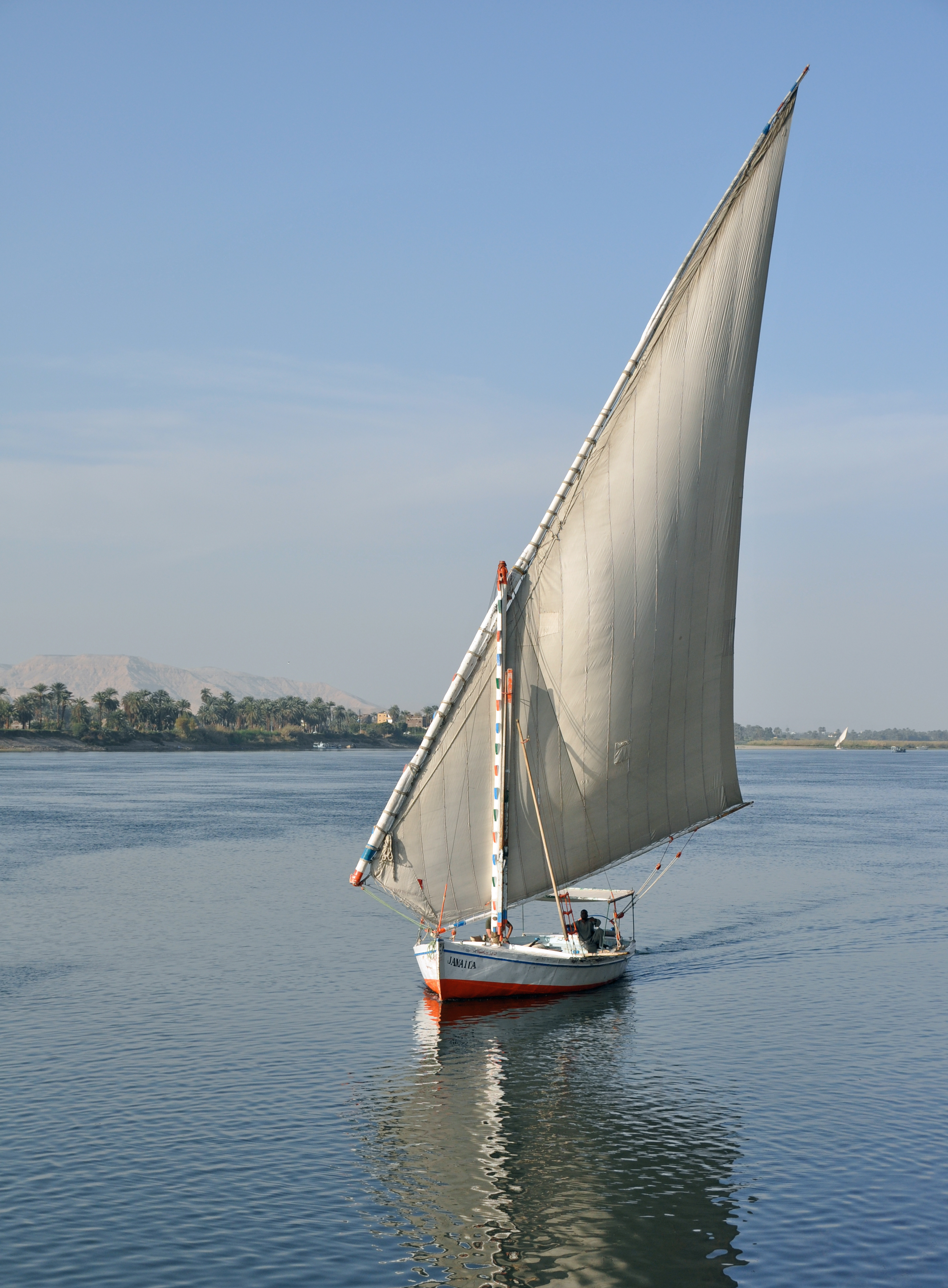
Арабське вітрило

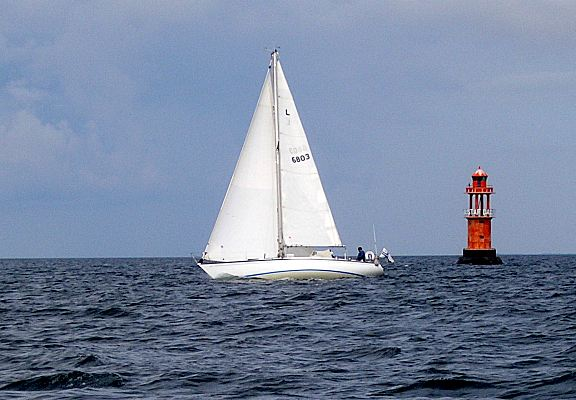
Бермудське вітрило

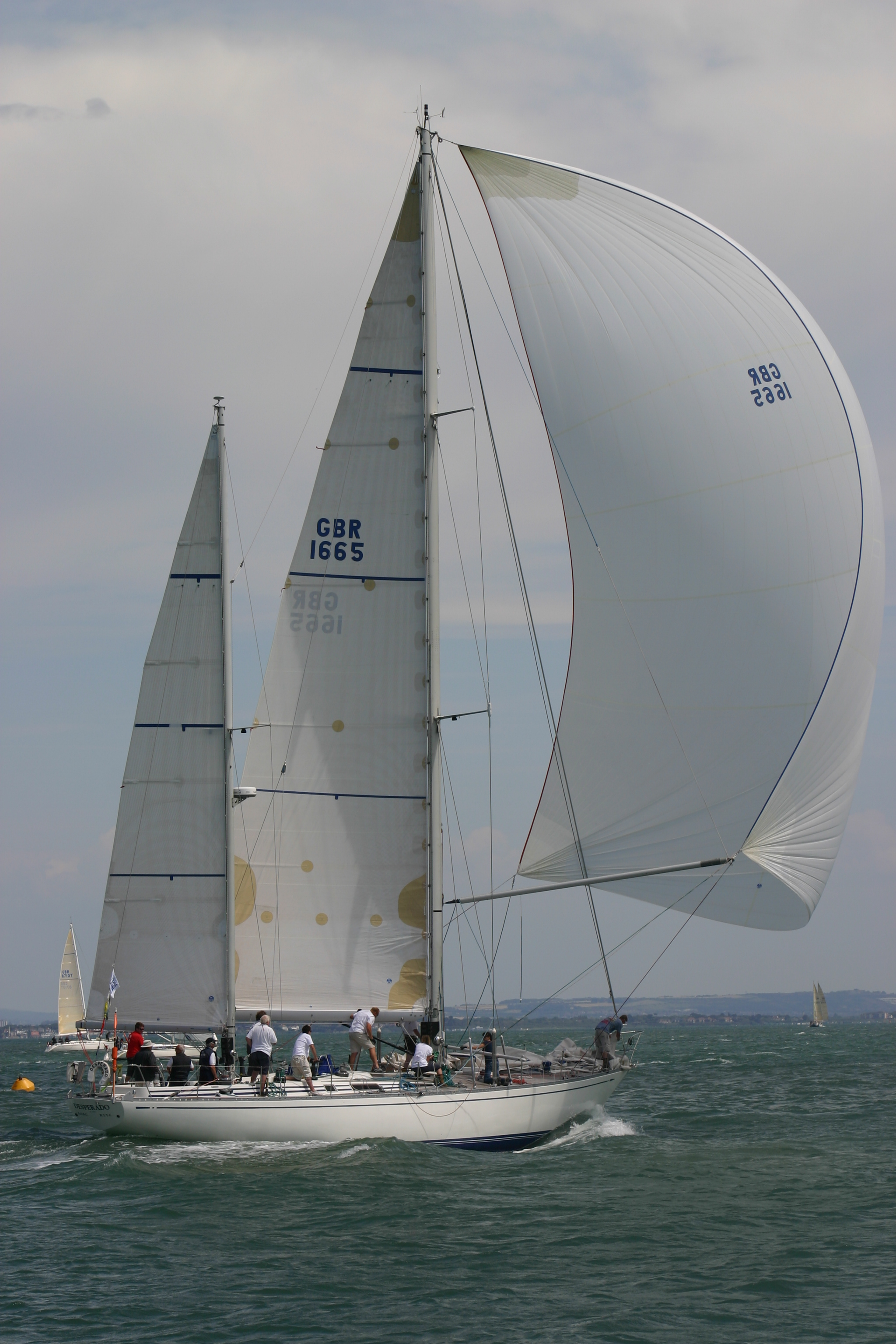
Бермудські вітрила і спінакер

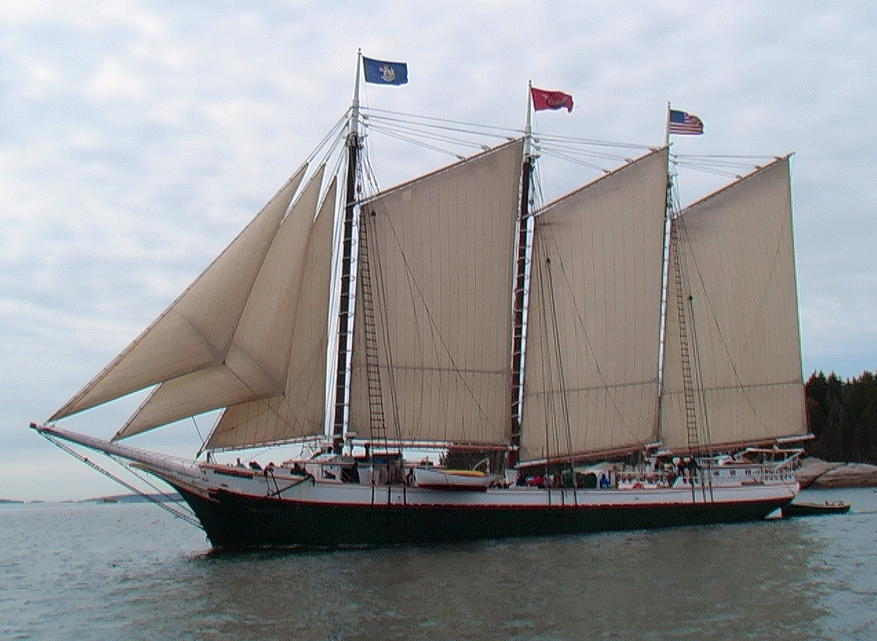
Гафельні вітрила шхуни

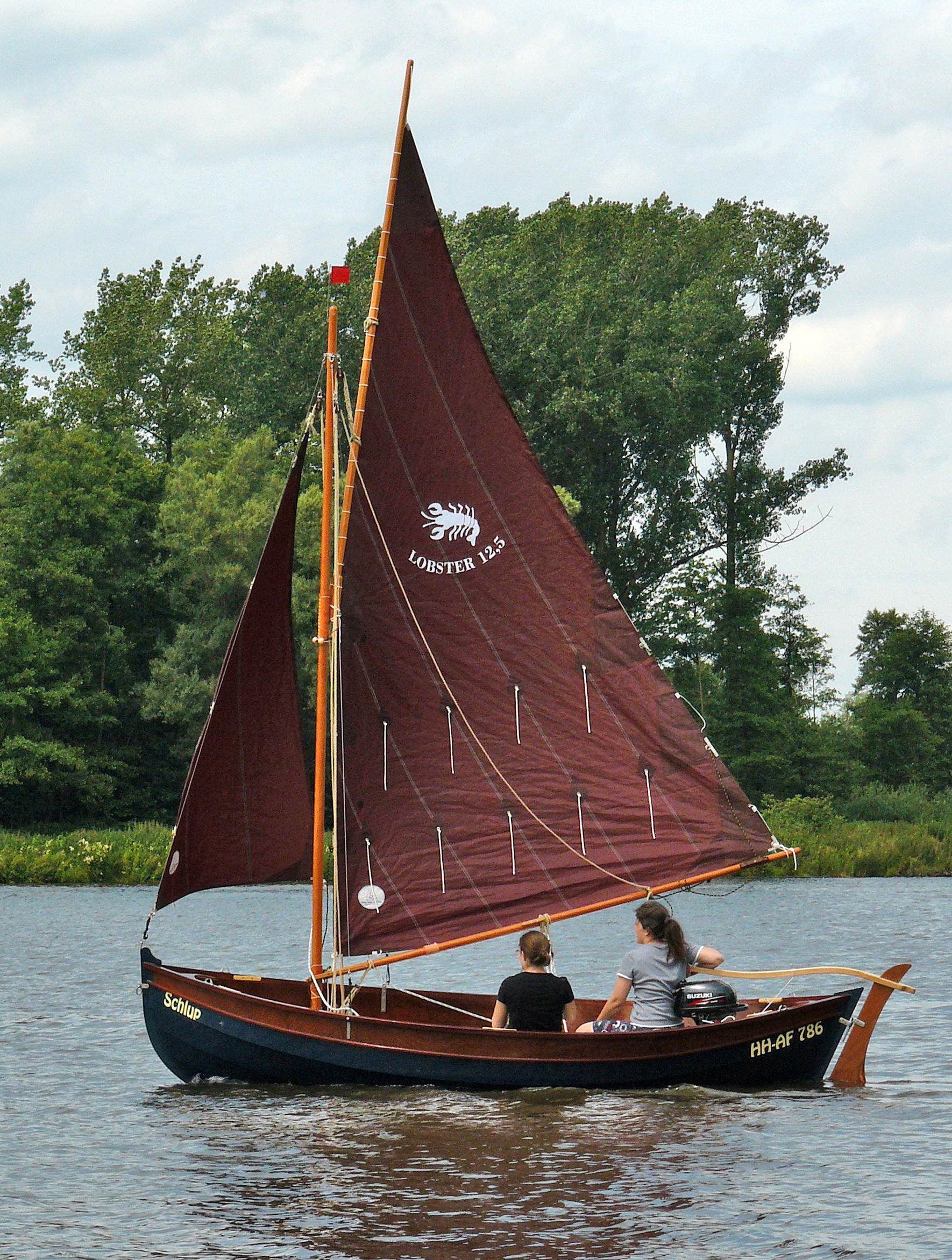
Гуарі

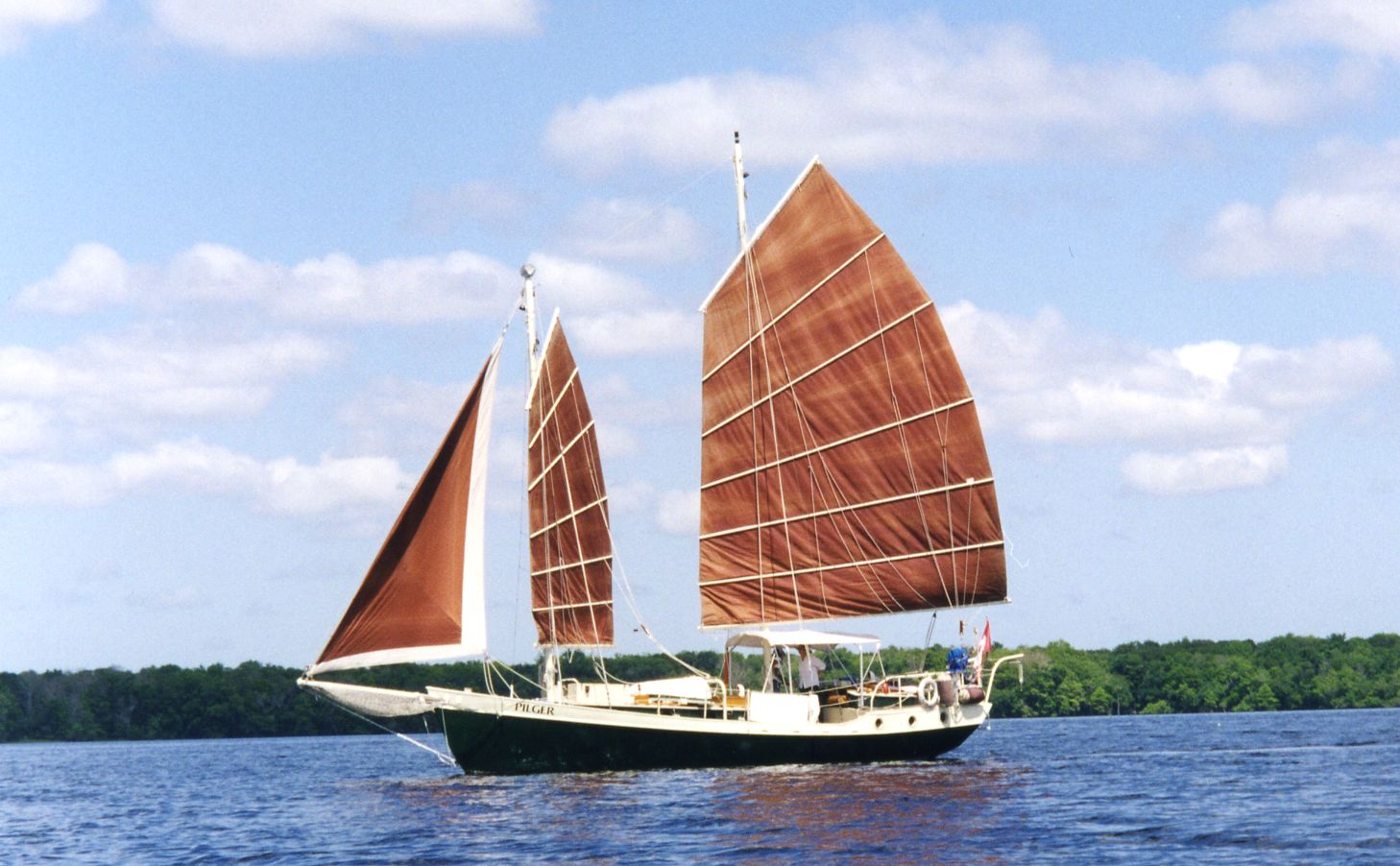
Джонкові вітрила

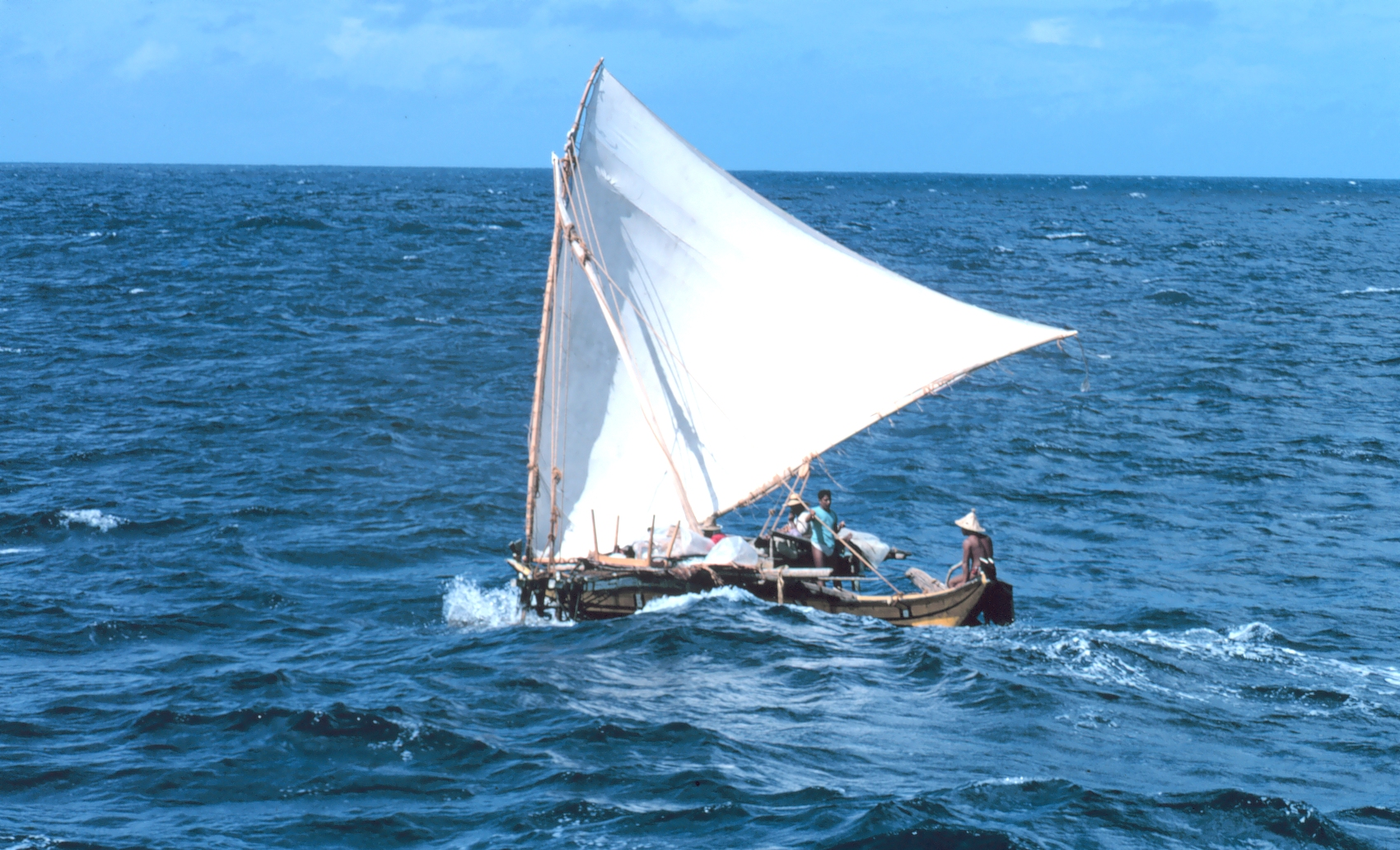
Крабова клішня

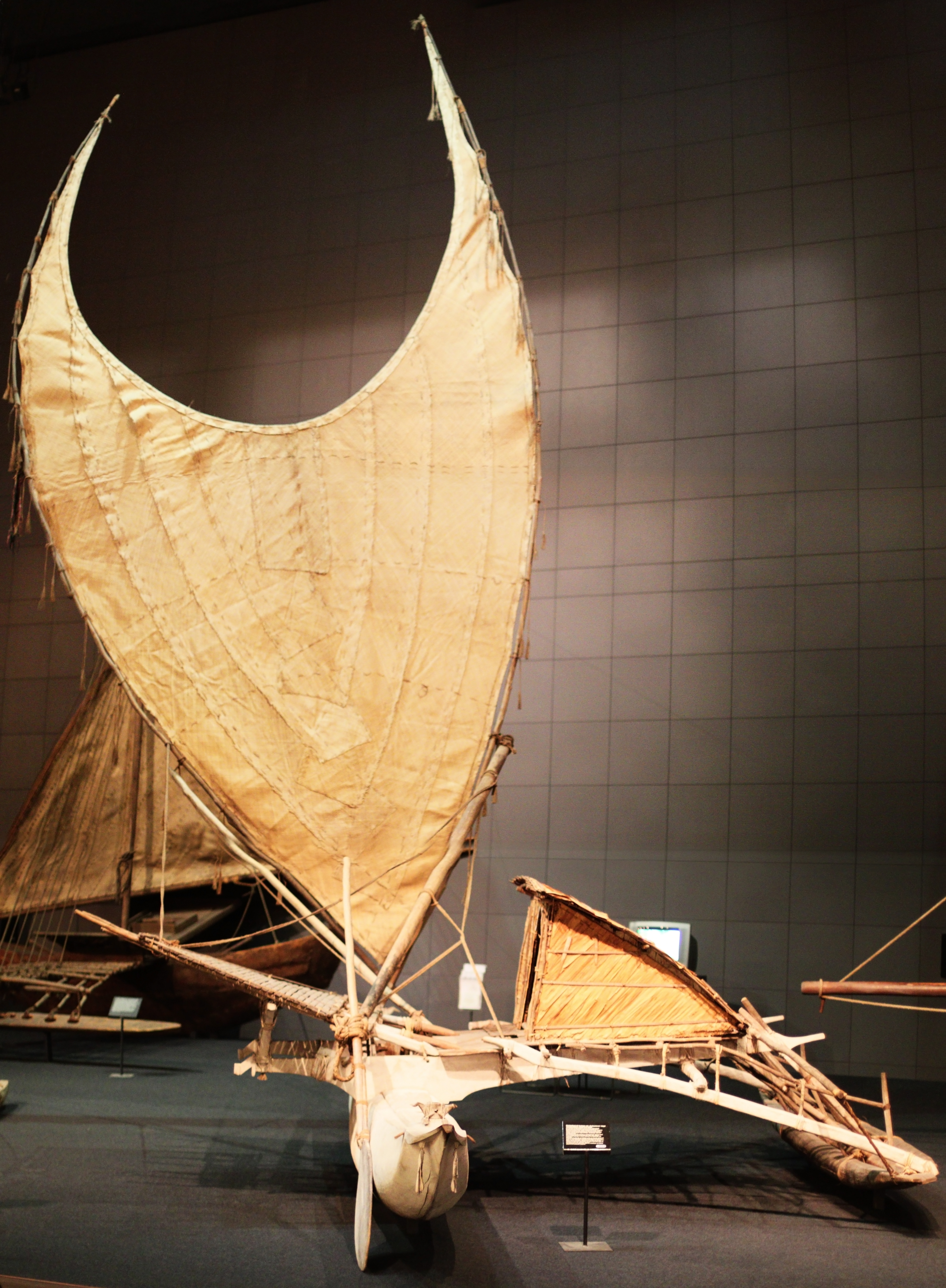
Крабова клішня тепукеї

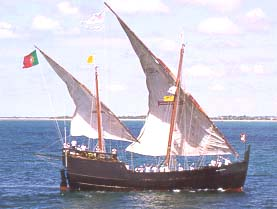
Латинське вітрило

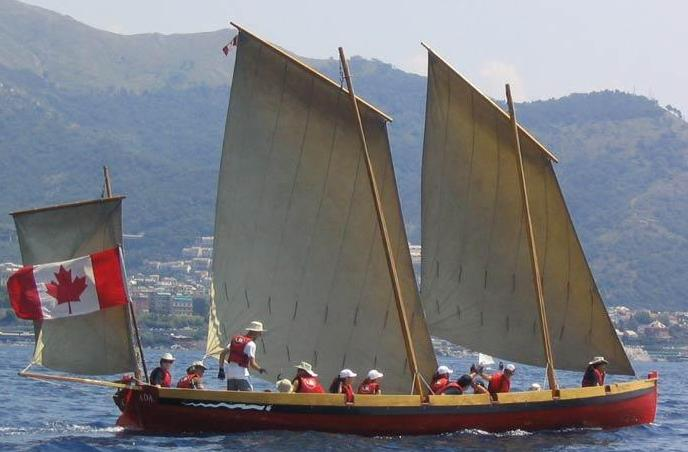
Люгерне вітрило

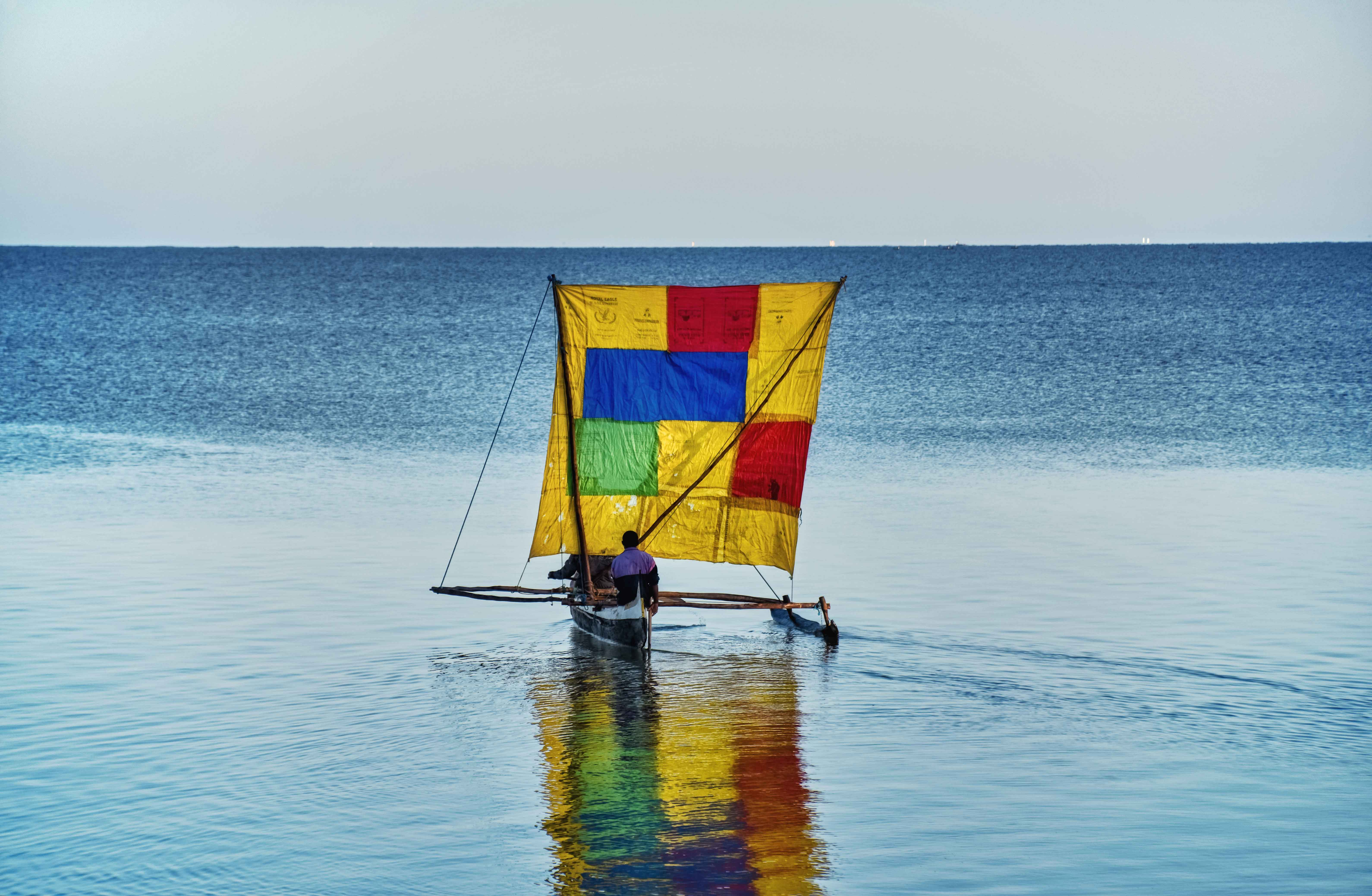
Подвійне шпринтове вітрило. Мадагаскарська лакана

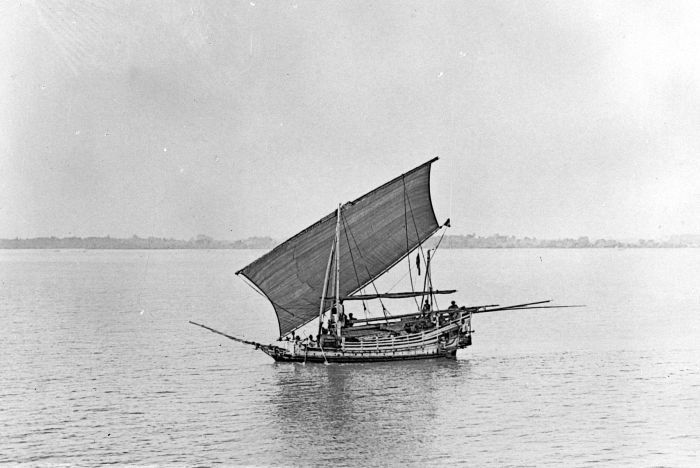
Вітрило танджа

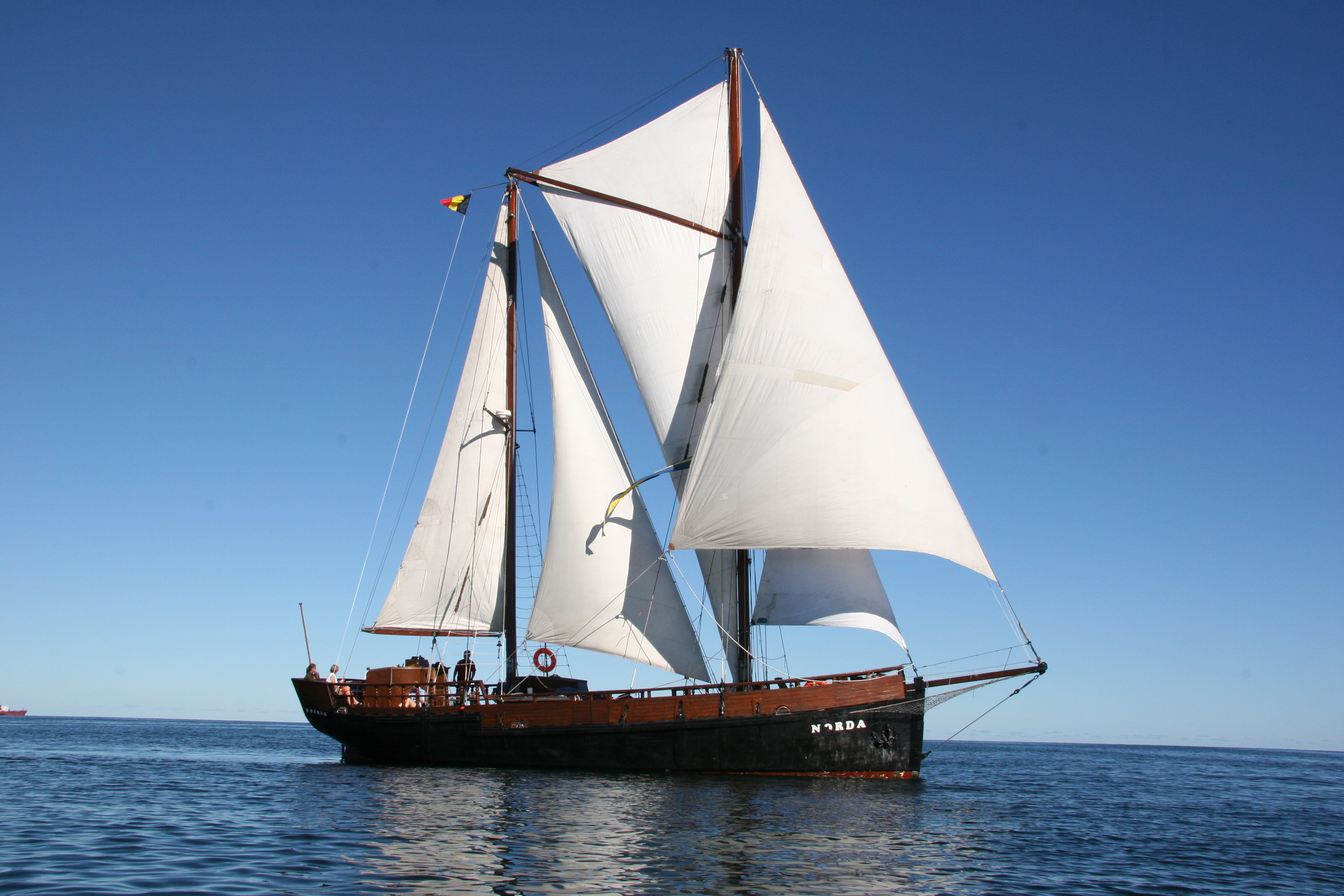
Шпрайцгафельне вітрило (третє зліва)

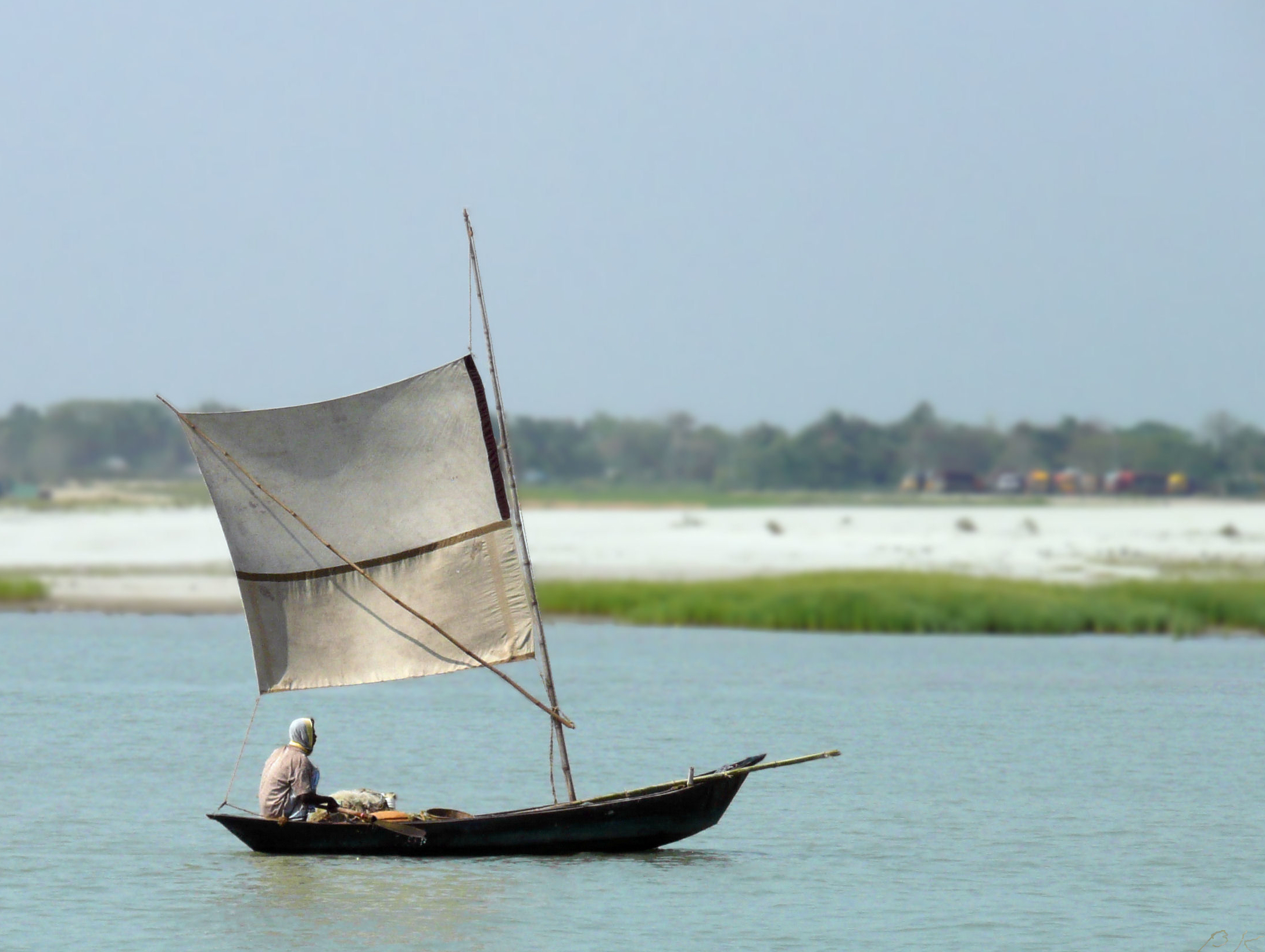
Шпринтове вітрило

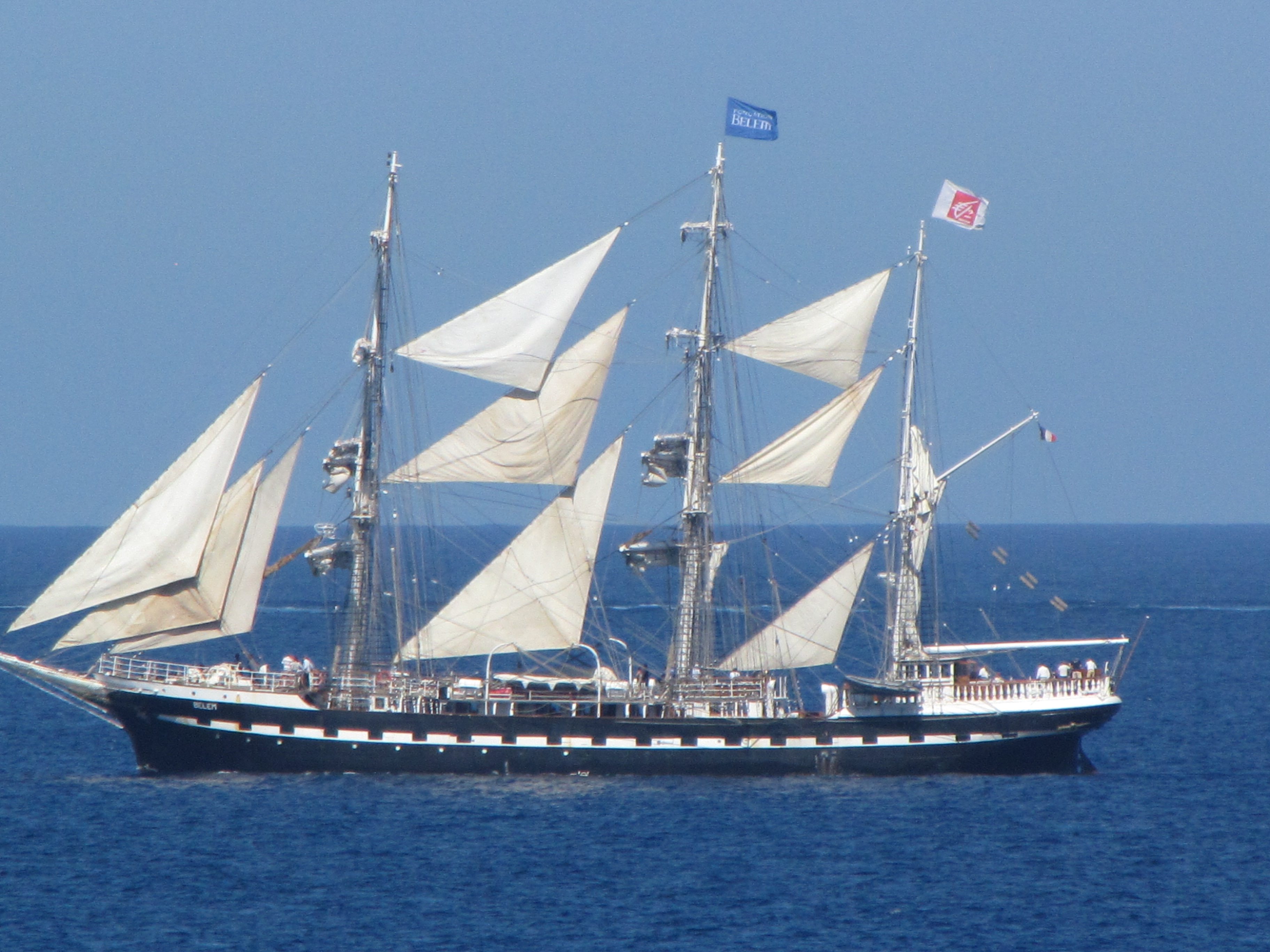
Клівери і стакселі

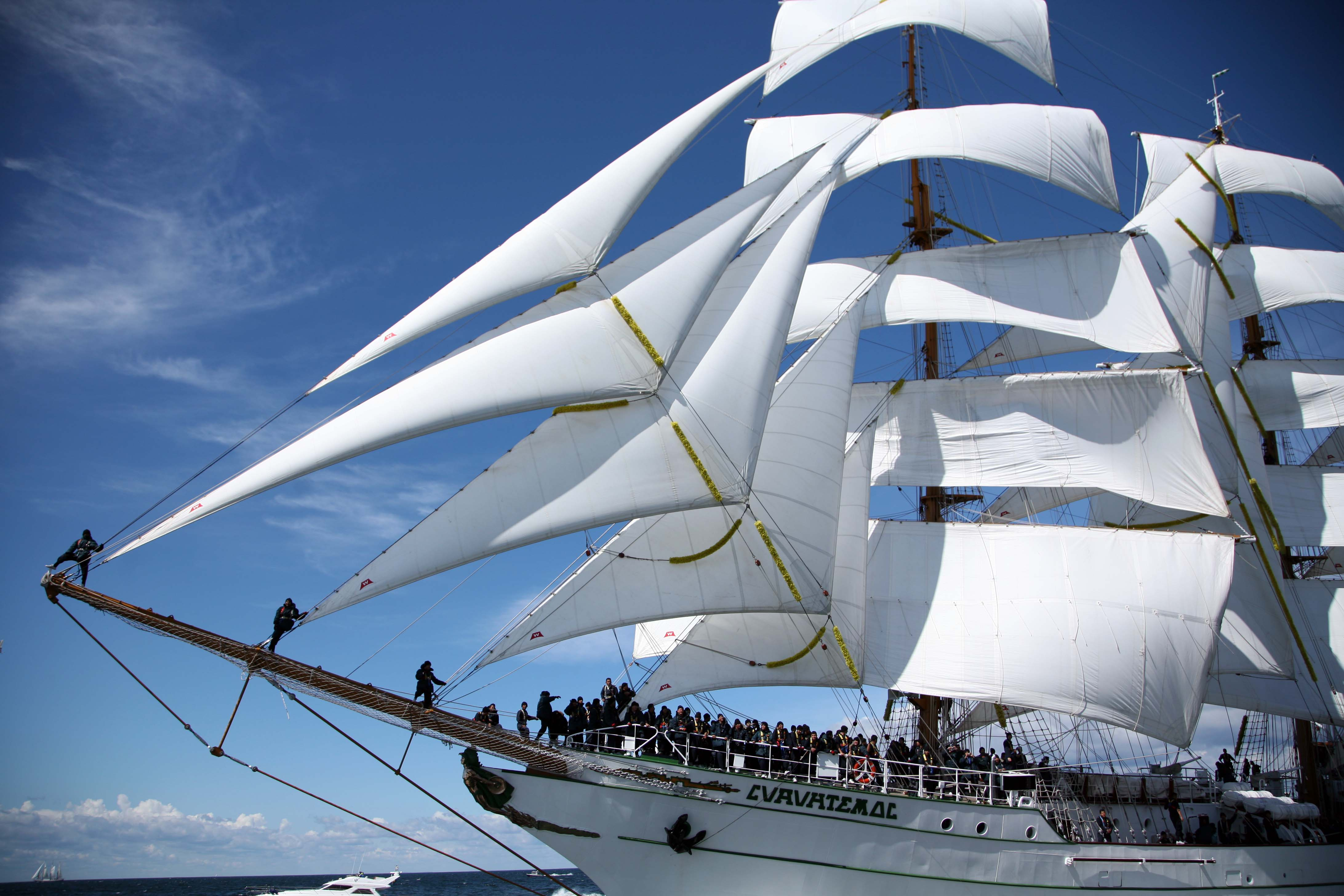
Клівери

| Вітрило                    | Зображення                                                                                                   | Опис |
| -------------------------- | --- | --- |
| Арабське вітрило           | | Різновид латинського вітрила, яке має форму не трикутника, а неправильної трапеції. |
| Бараняча нога              | Ця фотографія іноді наводиться як приклад вітрила «бараняча нога», незважаючи на підпис «латинське вітрило». | Бараняча нога (англ. leg-of-mutton sail) — трикутне вітрило, що розтягується горизонтальним рейком, прикріпленим до щогли, який таким чином замінює гік. На відміну від бермудського, дає кращу видимість кермовому і є безпечнішим, бо відсутній ризик вдаритися головою о низькорозташоване рангоутне дерево.                                                                                |
| Бермудське вітрило         | | Трикутне вітрило, верхній кут якого підіймається на фалі, а нижня шкаторина розтягується по гіку. |
| Гафельне вітрило           | | Чотирикутне (трапецієподібне) вітрило, верхня шкаторина якого розтягується по гафелю, нижня — по гіку (або висить вільно), а передня — по щоглі. Часто називається триселем. Над гафельним вітрилом часто підіймається трикутне вітрило — топсель. Схожими різновидами є шпринтове і гуарі. |
| Гуарі                      | | Вітрило, у якого гафель може підійматися майже вертикально, роблячи його схожим на бермудське. На відміну від гафельного, топсель над ним не підіймається. |
| Джонкове вітрило           | | Вітрило, закріплене між двох горизонтальних рейків і споряджене горизонтальними латами. Його використовують на суднах Далекого Сходу, зокрема на джонках. |
| Крабова клішня             | Полінезійська крабова клішня Новогвінейська крабова клішня Гавайська крабова клішня                          | Крабова клішня — трикутне вітрило з двома рейками вздовж верхньої і нижньої шкаторин. Поширене на островах Океанії. Існує багато різновидів крабової клішні, пов'язаних зі способами розташування рейків. |
| Латинське вітрило          | | Трикутне вітрило, пришнуроване верхньою шкаториною до довгої реї (рейка чи рю), прикріпленої похило до щогли таким чином, щоб задній нок був високо піднятим, а передній опущений майже до палуби. |
| Люгерне вітрило            | | Люгерне чи рейкове вітрило — чотирикутне вітрило, що підіймається на асиметрично прикріпленому рейку. Видається приблизно на третину своєї площі вперед: місце прикріплення третинної стропки розташоване на третину довжини рейка від переднього нока. Назву отримало через те, що його використовують на люгерах. Існують три різновиди люгерного вітрила: стояче, збалансоване, і опускане. |
| Новозеландське вітрило     | | Трикутне вітрило, що встановлюється між двох похилих рейків. Аналогічне крабовій клішні, але відрізняється від нього формою полотнища. |
| Подвійне шпринтове вітрило | | Чотирикутне вітрило, що встановлюється між двох похилих рейків. Вважається найстарішою формою австронезійських вітрил. Сьогодні його широко використовують на Мадагаскарі |
| Розрізне вітрило           | | Розрізне вітрило — люгерне (рейкове) вітрило, що являє собою два чотирикутні вітрила (клівер і фок), які підіймаються на одному рейку: клівер — попереду, фок — позаду щогли. |
| Танджа                     | | Прямокутне вітрило, що розтягується між двома рейками, нахиленими передніми кінцями донизу. Аналогічне люгеру з балансиром (гіком) |
| Шпрайцгафельне вітрило     | | Варіант гафельного, що підіймається на шпрайцгафелі. На відміну від гафельного, воно здебільшого має форму перевернутого трикутника (рідше чотирикутника), а шкотовий кут кріпиться до нока шпрайцгафеля. Сам шпрайцгафель постійно закріплюється на щоглі, шкот з його нока проводиться через блок на розташованій ззаду щоглі.                                                               |
| Шпринтове вітрило          | | Чотирикутне вітрило неправильної форми, що розтягується по діагоналі спеціальним рейком — шпринтом. |
| Штагові і леєрні вітрила   | | Штагові і леєрні вітрила кріпляться або до штагів, або до паралельних ним леєрів. До них відносять клівери та стакселі (з різновидами останніх генуєю, апселем, дрифтером). Піднімання таких вітрил здійснюється прикріпленим до фалового кута фалом, спуск — прикріпленим у цій самій точці ніралом.                                                                                          |